# Haliotis marmorata
Haliotis marmorata is een slakkensoort uit de familie Haliotidae. De wetenschappelijke naam werd gepubliceerd in 1758 door Carl Linnaeus in de tiende editie van Systema naturae.